# Chrysosoma dilutum
Chrysosoma dilutum är en tvåvingeart som beskrevs av Octave Parent 1937. Chrysosoma dilutum ingår i släktet Chrysosoma och familjen styltflugor. Inga underarter finns listade i Catalogue of Life.